# Деметриада
Деметриада (др.-греч. Δημητριάς, лат. Demetrias) ― древнегреческий город античной Магнезии, региона в Фессалии (ныне ― центральная и восточная Греция). Расположен на холме у северного побережья залива Пагаситикос, в 1,5 километрах к югу от современного города Волос. Являлся важным портом.

## История

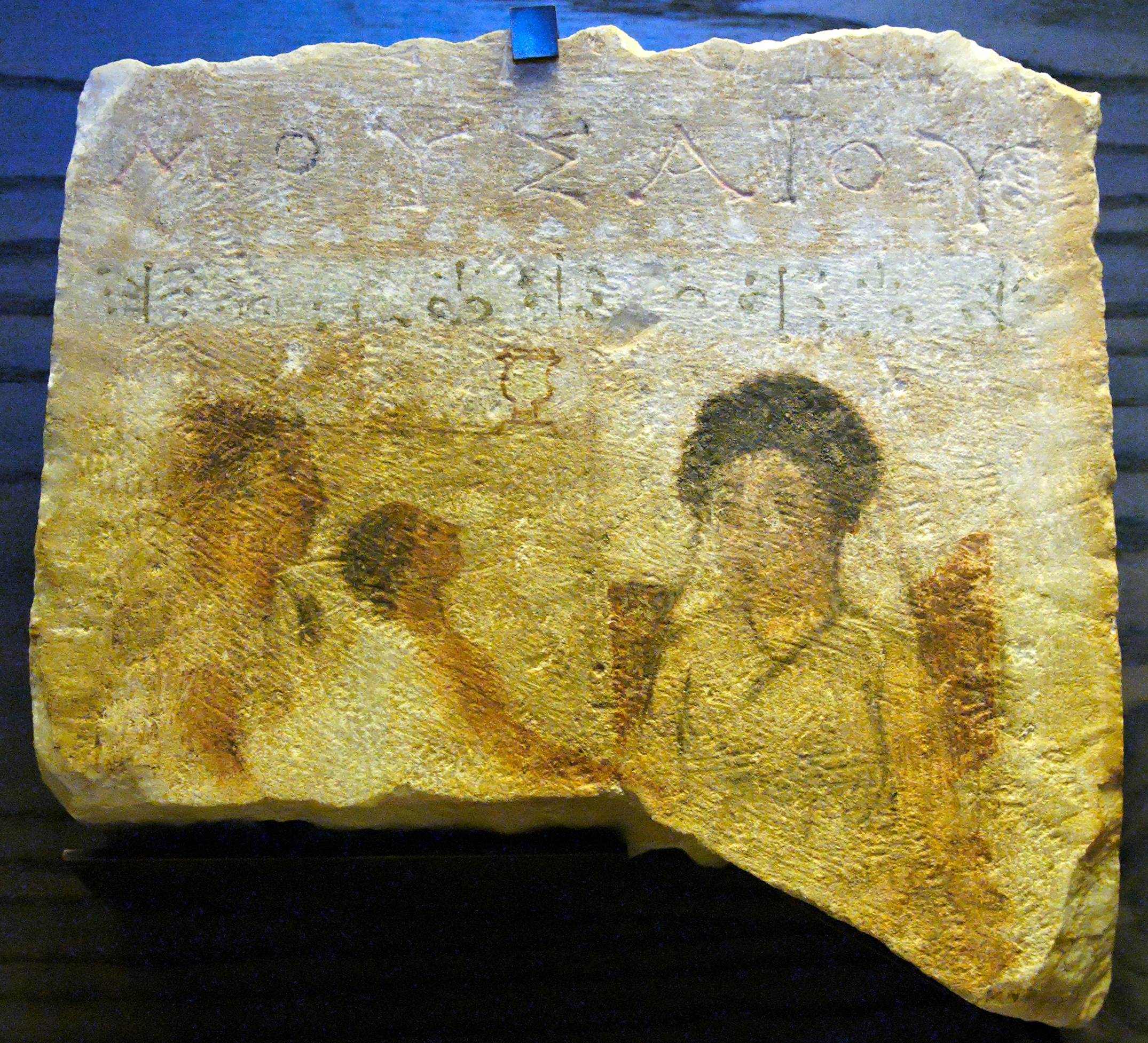
Расписная погребальная стела из Деметриады в Лувре.

Деметриада была основана путём синойкизма в 294 году до н. э. Деметрием I Полиоркетом, который заселил город жителями Нелии, Пагас, Ормения, Ризунта, Сепиады, Олизона, Бебы и Иолка, которые стали его селениями. Вскоре Деметриада стала важным политическим центром Македонии и любимой резиденцией македонских царей. Этому способствовало удачное расположение города: отсюда было удобно управлять внутренними делами Фессалии, а также соседними прибрежными территориями. Царь Филипп V Македонский называл Деметриаду одним из трёх оков Греции: двое других ― Халкида на Эвбее и Коринф в Ахайе.
В 196 году до н. э., римляне одержали победу в битве при Киноскефалах над Филиппом V. Годом ранее они завладели Деметриадой и расположили в городе гарнизон. Четыре года спустя войска Этолийского союза взяли город, застав его защитников врасплох. Этолийцы объединились с Антиохом III из династии Селевкидов, который в то время вёл войну с римлянами. Война закончилось поражением Антиоха. После его возвращения в Азию в 191 году до н. э., Деметриада сдалась войску Филиппу, который получил разрешение Рима управлять этой территорией. Город продолжал оставаться в руках Филиппа и его преемников вплоть до падения македонской монархии после битвы при Пидне в 169 году до н. э.
Во времена правления Римской империи город потерял своё былое значение, хотя и был столицей Магнесийского союза. В христианские времена здесь были возведены некоторые примечательные здания, в первую очередь ― две церкви: одна в северной части порта ― т. н. базилика Дамократия, и ещё одна ― к югу от города, за его стенами, известная как кладбищенская базилика. В годы правления императора Константина Великого (306―337) город стал центром Димитриадской епископии. В настоящее время является титулярной епархией Католической церкви.
По утверждению Прокопия Кесарийского (De Aedificiis, 4.3.5), Деметриада была перестроена при Юстиниане I (527—565), однако другие данные указывают на возможность того, что «прежняя городская жизнь, вероятно, уже канула в лету к началу VI века» (Т. Е. Григорий). Деметриада упоминается Иероклом, который жил в VI веке. Близлежащие территории были заселены славянскими племенам велегезитов в VII―VIII веках, разграблены сарацинами в 901/2 году и болгарскими повстанцами во время восстания Петра Деляна в 1040 году.
После Четвертого крестового похода город был пожалован во владение византийской императрице в изгнании Евфросинии Дукини Каматире, а после её смерти в 1210 году ― Маргарите Венгерской, вдове короля Фессалоникийского Бонифация Монферраского. Город попал под власть Мануила Комнина Дука ок. 1240 года, но де-факто контролировался ветвью династии Мелиссинов. В 1270-х годах при Деметриаде византийцы одержали важную победу над венецианцами и ломбардскими баронами Эвбея.
Каталонская компания разграбила город в 1310 году и сохраняла над ним контроль как минимум до 1381 года, хотя начиная с 1333 года его жители начали переселяться в соседний Волос. Деметриада была окончательно захвачена Османской империей в 1393 году.

## Археология
Деметриада находится в районе Айвалиотика (Αϊβαλιώτικα) города Волос.
Описание руин древнего города содержится в заметках археолога Уильяма Мартина Лика, который побывал на его месте в начале XIX века.
Деметриада находится примерно в 3 км к югу от Волоса. Раскопки здесь ведутся ещё с конца XIX века. До наших дней сохранились руины стен (около 11 км в длину) и акрополя, который располагался на северо-западе города в самой высокой его точке. Также были обнаружены руины театра, герона (храм над театром), акведук, священная агора (храм и административный центр города), и анакторон (царский дворец) к востоку от города на вершине холма, который был занят до середины II века до н. э., и позже использовался римлянами в качестве кладбища.